# 新似笠螺科
新似笠螺科（学名：Neolepetopsidae）是腹足纲下的一个科。目的地位未定。

## 下属分类
本科包括以下属：
- Eulepetopsis J.H.McLean, 1990
- 新似笠螺属 Neolepetopsis J.H.McLean, 1990
- Paralepetopsis J.H.McLean, 1990